# El Bosque (Messico)
El Bosque è un comune messicano, nello stato del Chiapas. Conta 24 273 abitanti secondo le stime del censimento del 2020.

## Storia
I primi ad occupare queste terre furono degli emigranti da un vicino comune nel 1712 in seguito ad una ribellione indigena; il suo nome originario fu San Juan Bautista.
Il 13 febbraio del 1934, per decreto promulgato dal governatore dello stato, Victórico Ramos Grajales, fu cambiato il nome al capoluogo da San Juan in quello attuale.

Dal 1983, in seguito alla divisione del Sistema de Planeación, è ubicata nella regione economica V: NORTE.